# Rueyres-les-Prés
Rueyres-les-Prés é uma comuna da Suíça, localizada no Cantão de Friburgo, com 320 habitantes, de acordo com o censo de 2010. Estende-se por uma área de 3,18 km², de densidade populacional de 101 hab/km². Confina com as seguintes comunas: Autavaux, Forel, Grandcour (VD), Montbrelloz, Morens e Payerne (VD).
A língua oficial nesta comuna é o francês.

## Idiomas
De acordo com o censo de 2000, a maioria da população fala francês (98,3%), sendo o alemão a segunda língua mais comum, com 1,3%, e o português a terceira, com 0,4%.